# マラヤーラム語版ウィキペディア
マラヤーラム語版ウィキペディア (Malayalam Wikipedia、(マラヤーラム語:  മലയാളം വിക്കിപീഡിയ) は、ウィキペディアのマラヤーラム語版であり、2002年12月21日に創設された。このプロジェクトは、さまざまな品質マトリックスにおいて他の南アジア言語のウィキペディアの中でトップクラスのウィキペディアである。2025年3月現在、記事数は86,666に増加し、ウィキペディアの深さは13位にランクされている。

## 歴史

### 始まり
マラヤーラム語のウィキペディアは、2002年12月21日から wikipedia.org ドメインで利用できるようになった。ユーザーのVinod M.P. がこれに取り組んだ。彼は創設から2年間、この活動を維持するために尽力した中心人物であった。マラヤーラム語ウィキペディアの初期のユーザーのほぼ全員は現地に居住しないマラヤーラム人であった。この時期のウィキペディアの成長は、OSやブラウザ関連の問題、レンダリングの問題、Unicode関連の問題などにより、大きく制限された。

### 初期成長期
2002年半ばまでに、Unicodeと入力ツールが普及した。マラヤーラム語でのブログが普及した。ウィキペディアンはこれらのツールを使用し始め、2004年12月までに記事数は100に達した。2005年半ばまでにさらに多くのユーザーが参加し、2005年9月までに最初の管理者が選任された。彼は1か月後に最初のビューロクラットとなり、その後ウィキは自己で管理されている。
2006年には、マラヤーラム語のコンピューティングツールが広く使用されたことを受けて、多くのユーザーが参加した。500番目の記事は2006年4月10日に作成された。翌9月には記事数が1000件に達し、2007年1月15日には2000件、6月30日には3000件になった。

### メディア報道と成長の促進

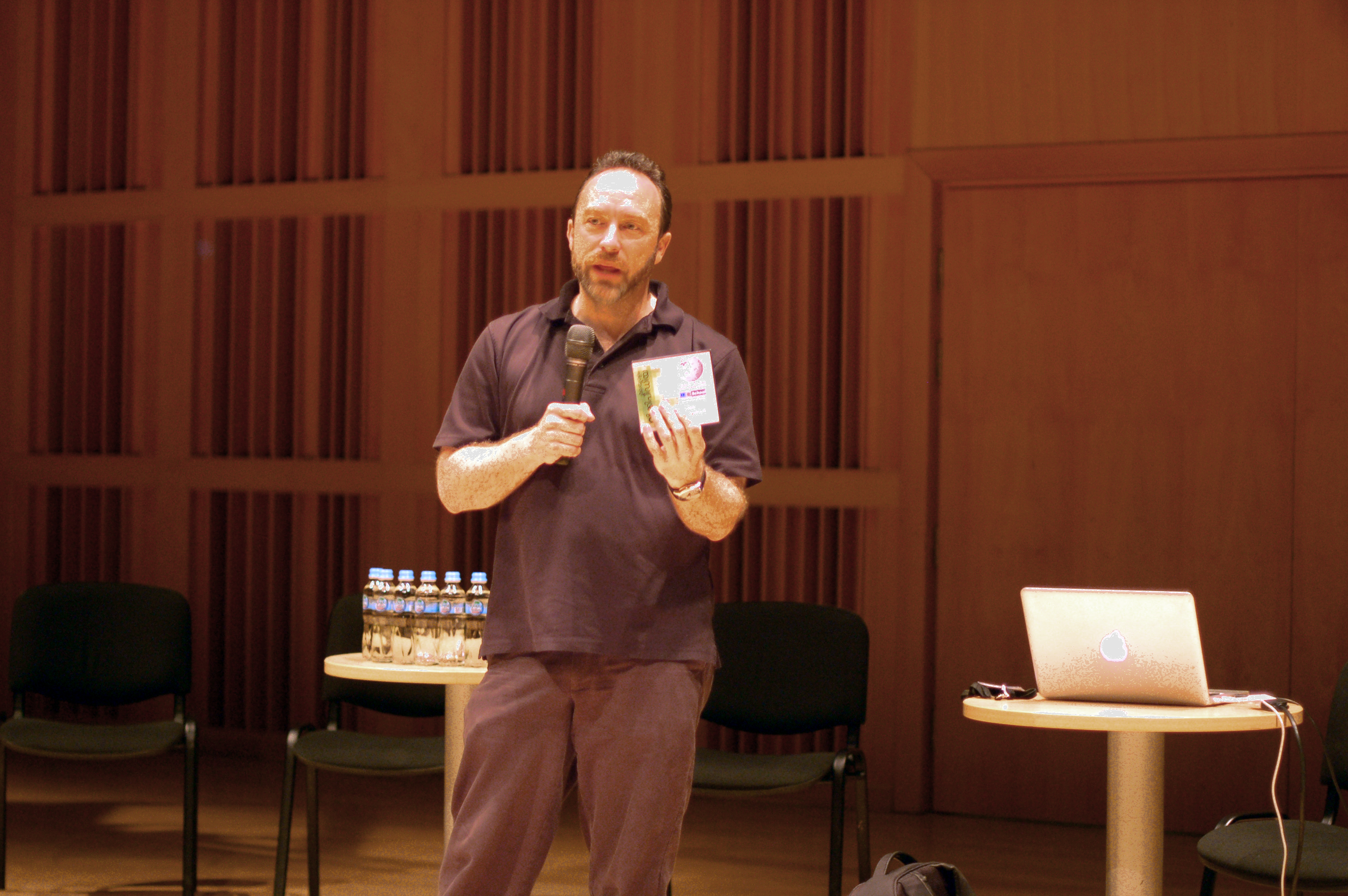
グダニスクでの基調講演で、ウィキマニアに厳選された500の記事を収録したマラヤーラム語版ウィキペディアCDを紹介するジミー・ウェールズ。

マラヤーラム語ウィキペディアに関する最初の主要なメディア報道は2007年9月2日に行われ、マラヤーラム語の日刊紙マトゥルブミが日曜の付録でマラヤーラム語ウィキペディアプロジェクトを広範囲に取り上げた。これによりプロジェクトに対する関心が大きく高まり、多くのユーザーがプロジェクトに参加し、貢献を始めた。その後の成長は指数関数的となった。
記事数は増加したが、記事の品質を維持するために細心の注意が払われた。ページの深さは依然として301(2010年3月現在)と高いままである。2009年6月1日に記事数が10,000件を超え、多くの新聞およびオンライン新聞がこのことを取り上げた。マラヤーラム語の日刊紙マディヤマムはマラヤーラム語版ウィキペディアの寄稿者について社説で取り上げた。マラヤーラム語ウィキペディアのモバイル版は2010年2月に開始された。

## フォントと入力方法
多くのマラヤーラム語Unicodeフォントが新旧のマラヤーラム語リピで利用できるが、ほとんどのユーザーは伝統的なマラヤーラム語の書き方に従う AnjaliOldLipi、Rachana、Meera などのフォントを選択している。初期の編集者は、表音文字変換デバイスであるVaramozhiキーボードに基づいた特殊なマラヤーラム語Unicode入力ツールを採用した。プロジェクトには、組み込みの入力ツールが統合されている。

## ユーザーと編集者
| ユーザーアカウント数 | 記事数 | ファイル数 | 管理者数 |
| -------------------- | ------ | ---------- | -------- |
| 190984               | 86666  | 7328       | 14       |

## 参照
1. ↑  “Wikipedia Statistics - Tables - Malayalam”. stats.wikimedia.org. 2023年9月23日閲覧。
2. ↑  “List of Wikipedias - Meta”.   Meta.wikimedia.org. 2017年10月14日閲覧。
3. ↑  Sunday Supplement, Mathrubhumi, September 2, 2007
4. ↑  ml:Special:Listusers
5. ↑  List of Wikipedias
6. ↑  
“A milestone for Malayalam Wiki”. The Hindu. (2009年6月11日).  オリジナルの2013年1月3日時点におけるアーカイブ。 2009年10月13日閲覧。
7. ↑  Mathrubhumi print edition, June 1, 2009
8. ↑  
Joseph Antony (2009年6月1日). “'മലയാളം വിക്കി'ക്ക്‌ പതിനായിരത്തിന്റെ നിറവ്‌” (Malayalam). Mathrubhumi Online Edition.  オリジナルの2009年6月11日時点におけるアーカイブ。 2009年10月13日閲覧。
9. ↑  Kerala Kaumudi print edition 4 June 2009
10. ↑  Asianet News, June 1, 2009
11. ↑  
“മലയാളം വിക്കിപീഡിയയില്‍ 10000 ലേഖനങ്ങള്‍!” (Malayalam). Webdunia. (2009年6月1日) 2009年10月13日閲覧。
12. ↑  
“മലയാളം വിക്കിയില്‍ 10000 ലേഖനങ്ങള്‍” (Malayalam). TechVidya. (2009年6月1日).  オリジナルの2009年10月20日時点におけるアーカイブ。 2009年10月13日閲覧。
13. ↑  
Johann P (2009年6月3日). “മലയാളം വിക്കിപീഡിയയില്‍ 10000 ലേഖനങ്ങള്‍” (Malayalam). e-Pathram 2009年10月13日閲覧。
14. ↑  Siraj Newspaper, Print Edition, 3 June 2009, Page 5
15. ↑  
“മലയാളം വിക്കിപീഡിയ” (Malayalam). KottayamVartha. (2009年6月2日).  オリジナルの2009年8月19日時点におけるアーカイブ。 2009年10月13日閲覧。
16. ↑  
“Malayalam Wikipedia completes 10,000 article milestone”. kochivibe.com. (2009年6月2日) 2009年10月13日閲覧。
17. ↑  “കരുത്തോടെ മലയാളം വിക്കി | Madhyamam | Latest Malayalam News, Kerala News, Gulf News, Sports News, National and International News, Malayalam movie reviews”. 2013年6月19日時点のオリジナルよりアーカイブ。2013年5月28日閲覧。